# Sirpus
Sirpus is een geslacht van kreeftachtigen uit de klasse van de Malacostraca (hogere kreeftachtigen).

## Soorten
- Sirpus gordonae Manning & Holthuis, 1981
- Sirpus monodi Gordon, 1953
- Sirpus ponticus Verestchaka, 1989
- Sirpus zariquieyi Gordon, 1953